# Aldehuela de la Bóveda
Aldehuela de la Bóveda – gmina w Hiszpanii, w prowincji Salamanka, w Kastylii i León, o powierzchni 70,65 km². W 2011 roku gmina liczyła 300 mieszkańców.